# 케이시 윌슨
케이시 윌슨(Casey Wilson, 1980년 10월 24일 ~ )은 미국의 배우이다.

## 작품 목록

### 출연
- 킬러스 - 크리스튼 역

### 연출
- 다다오 (감독)